# Télégraphe à aiguilles

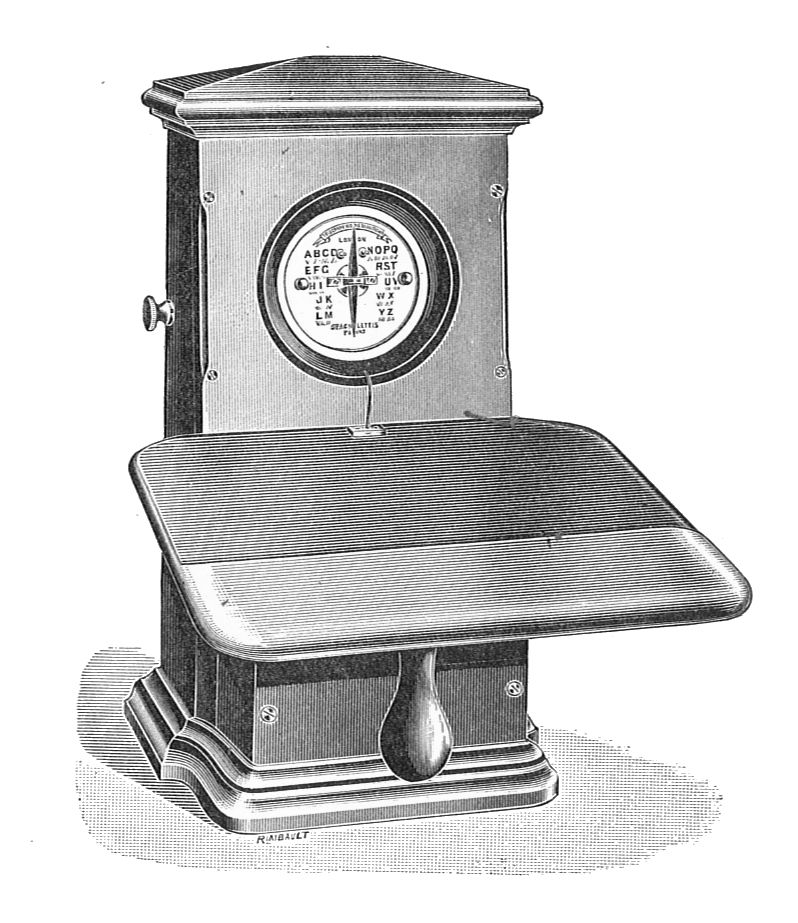
Un télégraphe à aiguille unique (1903).

Un télégraphe à aiguilles est un télégraphe électrique qui utilise des aiguilles indicatrices déplacées électromagnétiquement comme moyen d'affichage des messages. C'est l'un des deux principaux types de télégraphe électromagnétique, l'autre étant le système à induit, comme le télégraphe de Samuel Morse aux États-Unis. Les télégraphes à aiguilles ont été largement utilisés en Europe et dans l'Empire britannique au cours du XIXe siècle.
Les télégraphes à aiguilles ont été suggérés peu après que Hans Christian Ørsted a découvert que les courants électriques pouvaient dévier les aiguilles des boussoles en 1820. Pavel Schilling a développé un télégraphe utilisant des aiguilles suspendues par des fils. Il était prévu de l'installer en Russie à l'usage du gouvernement, mais Schilling est mort en 1837 avant qu'il ne puisse être mis en œuvre. Carl Friedrich Gauss et Wilhelm Eduard Weber ont construit un télégraphe qui a été utilisé pour l'étude scientifique et la communication entre les sites universitaires. Carl August von Steinheil a adapté l'appareil plutôt encombrant de Gauss et Weber pour l'utiliser sur divers chemins de fer allemands.
En Angleterre, William Fothergill Cooke commence à construire des télégraphes, initialement basés sur le modèle de Schilling. Avec Charles Wheatstone, Cooke a produit une conception bien meilleure. Celui-ci a été repris par plusieurs compagnies ferroviaires. L'Electric Telegraph Company de Cooke, créée en 1846, a fourni le premier service public de télégraphe. Les télégraphes à aiguilles de l'Electric Telegraph Company et de ses rivaux ont été la forme standard de télégraphie pendant la majeure partie du XIXe siècle au Royaume-Uni. Ils ont continué à être utilisés même après que le télégraphe Morse soit devenu la norme officielle au Royaume-Uni en 1870. Certains étaient encore utilisés au XXe siècle.

## Précurseurs

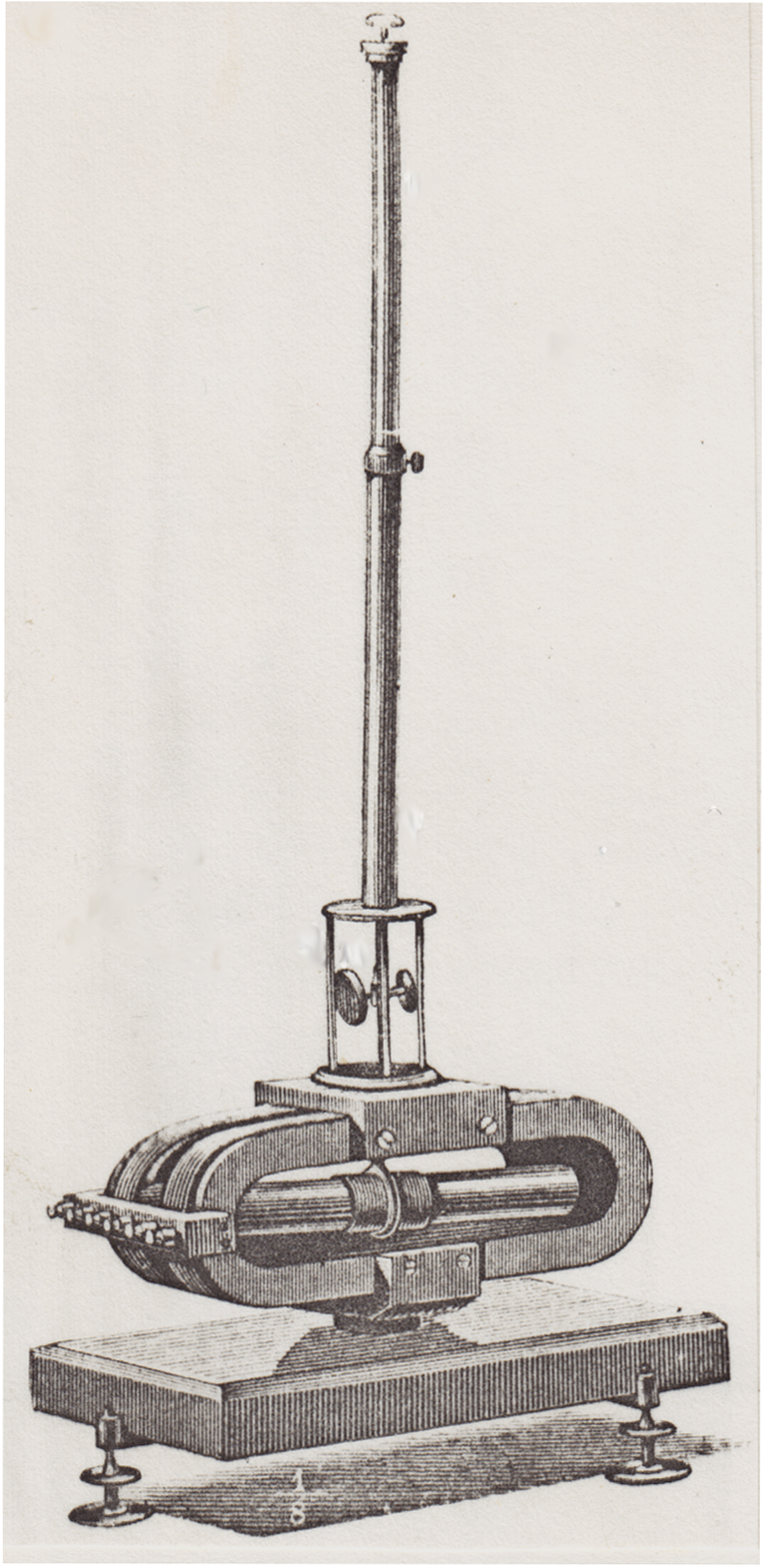
Le Multiplicateur de Schweigger.

L'histoire du télégraphe à aiguille commence avec la découverte historique, publiée par Hans Christian Ørsted le 21 avril 1820, qu'un courant électrique déviait l'aiguille d'une boussole proche. Presque immédiatement, d'autres chercheurs ont compris le potentiel de ce phénomène pour la construction d'un télégraphe électrique. Le premier à le suggérer fut le mathématicien français Pierre-Simon de Laplace. Le 2 octobre, André-Marie Ampère, suivant la suggestion de Laplace, a envoyé un document concernant cette idée à l'Académie des sciences de Paris. Le télégraphe (théorique) d'Ampère utilisait une paire de fils pour chaque lettre de l'alphabet, avec un clavier pour contrôler quelle paire était connectée à une batterie. À l'extrémité de réception, Ampère plaçait de petits aimants (aiguilles) sous les fils. L'effet sur l'aimant dans le schéma d'Ampère aurait été très faible car il n'a pas formé le fil en une bobine autour de l'aiguille pour multiplier l'effet magnétique du courant. Johann Schweigger (en) avait déjà inventé le galvanomètre (en septembre) à l'aide d'un tel multiplicateur, mais Ampère n'en avait pas connaissance ou n'avait pas compris son importance pour un télégraphe.
Peter Barlow étudie l'idée d'Ampère, mais pense qu'elle ne fonctionnera pas. En 1824, il publie ses résultats, affirmant que l'effet sur la boussole était sérieusement diminué « avec seulement 200 pieds de fil ». Barlow, et d'autres éminents universitaires de l'époque qui étaient d'accord avec lui, ont été critiqués par certains auteurs pour avoir retardé le développement du télégraphe. Une décennie s'est écoulée entre la lecture de l'article d'Ampère et la construction des premiers télégraphes électromagnétiques.

## Développement

### Télégraphe Schilling

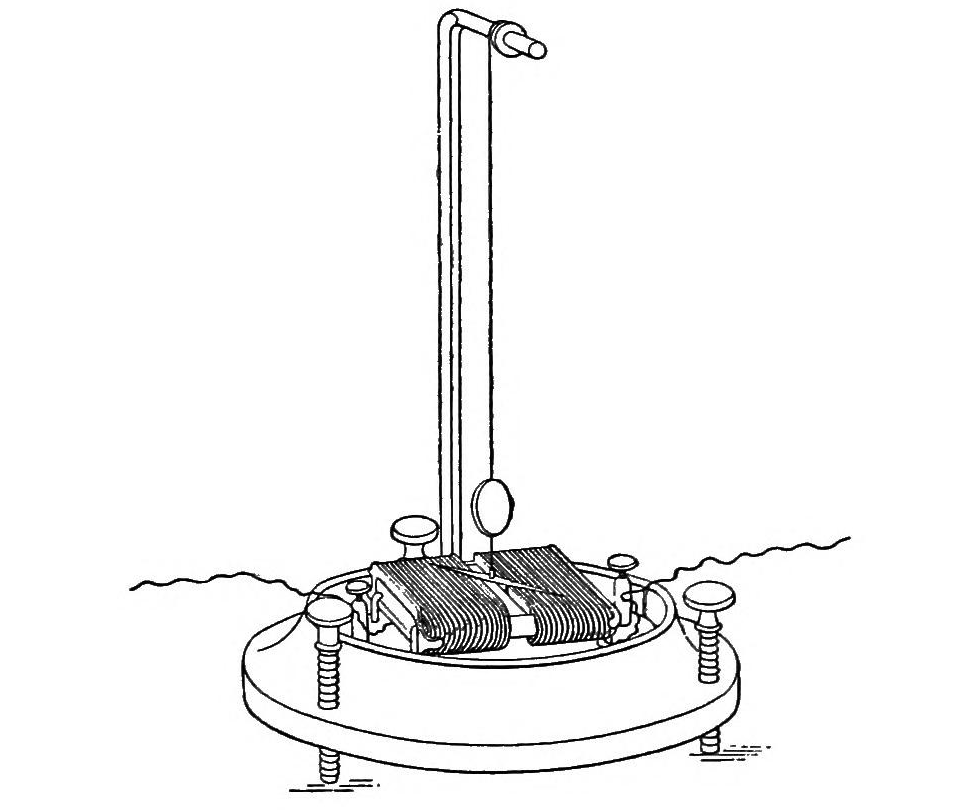
Un instrument à aiguille provenant d'un télégraphe de Schilling.

Ce n'est qu'en 1829 que l'idée d'appliquer des multiplicateurs de type Schweigger aux aiguilles télégraphiques est émise par Gustav Theodor Fechner à Leipzig. Fechner, qui suit par ailleurs le schéma d'Ampère, propose également d'utiliser une paire de fils pour chaque lettre (vingt-quatre dans l'alphabet allemand) ; les paires de fil étaient posées en souterrain pour relier Leipzig à Dresde. L'idée de Fechner a été reprise par William Ritchie (en) de la Royal Institution de Grande-Bretagne en 1830. Ritchie utilisa vingt-six paires de fils traversant une salle de conférence pour démontrer le principe. Pendant ce temps, Pavel Schilling, en Russie, construisait une série de télégraphes utilisant également les multiplicateurs de Schweigger. La date exacte à laquelle Schilling est passé du développement de télégraphes électrochimiques à celui de télégraphes à aiguilles n'est pas connue, mais Hamel affirme qu'il en a montré un, en début de développement, au tsar Alexandre Ier qui est mort en 1825. En 1832, Schilling a mis au point le premier télégraphe à aiguilles (et le premier télégraphe électromagnétique de quelque nature que ce soit) destiné à un usage pratique. Le tsar Nicolas Ier a lancé un projet visant à relier Saint-Pétersbourg à Cronstadt à l'aide du télégraphe de Schilling, mais ce projet a été annulé à la mort de Schilling en 1837.
Le système de Schilling présente quelques inconvénients. Bien qu'il utilise beaucoup moins de fils que ceux proposés par Ampère ou utilisés par Ritchie, sa démonstration de 1832 utilise encore huit fils, ce qui rend le système coûteux à installer sur de très longues distances. Le système de Schilling utilisait un groupe de six instruments à aiguilles dont la combinaison affichait un code binaire représentant une lettre de l'alphabet. Schilling a effectivement conçu un code permettant d'envoyer le codage des lettres en série à un instrument avec une seule aiguille, mais il a constaté que les dignitaires à qui il a fait une démonstration du télégraphe comprenaient plus facilement la version à six aiguilles. La vitesse de transmission était très lente sur le télégraphe à aiguilles multiples, peut-être aussi basse que quatre caractères par minute, et encore plus lente sur la version à aiguille unique. La raison en était principalement que Schilling avait fortement amorti le mouvement des aiguilles en les ralentissant avec une palette de platine dans une tasse de mercure. La méthode de Schilling consistant à monter l'aiguille en la suspendant par un fil de soie au-dessus du multiplicateur présentait également des difficultés pratiques. L'instrument devait être soigneusement mis à niveau avant d'être utilisé et ne pouvait pas être déplacé ou bougé pendant son utilisation.

### Télégraphe de Gauss et Weber

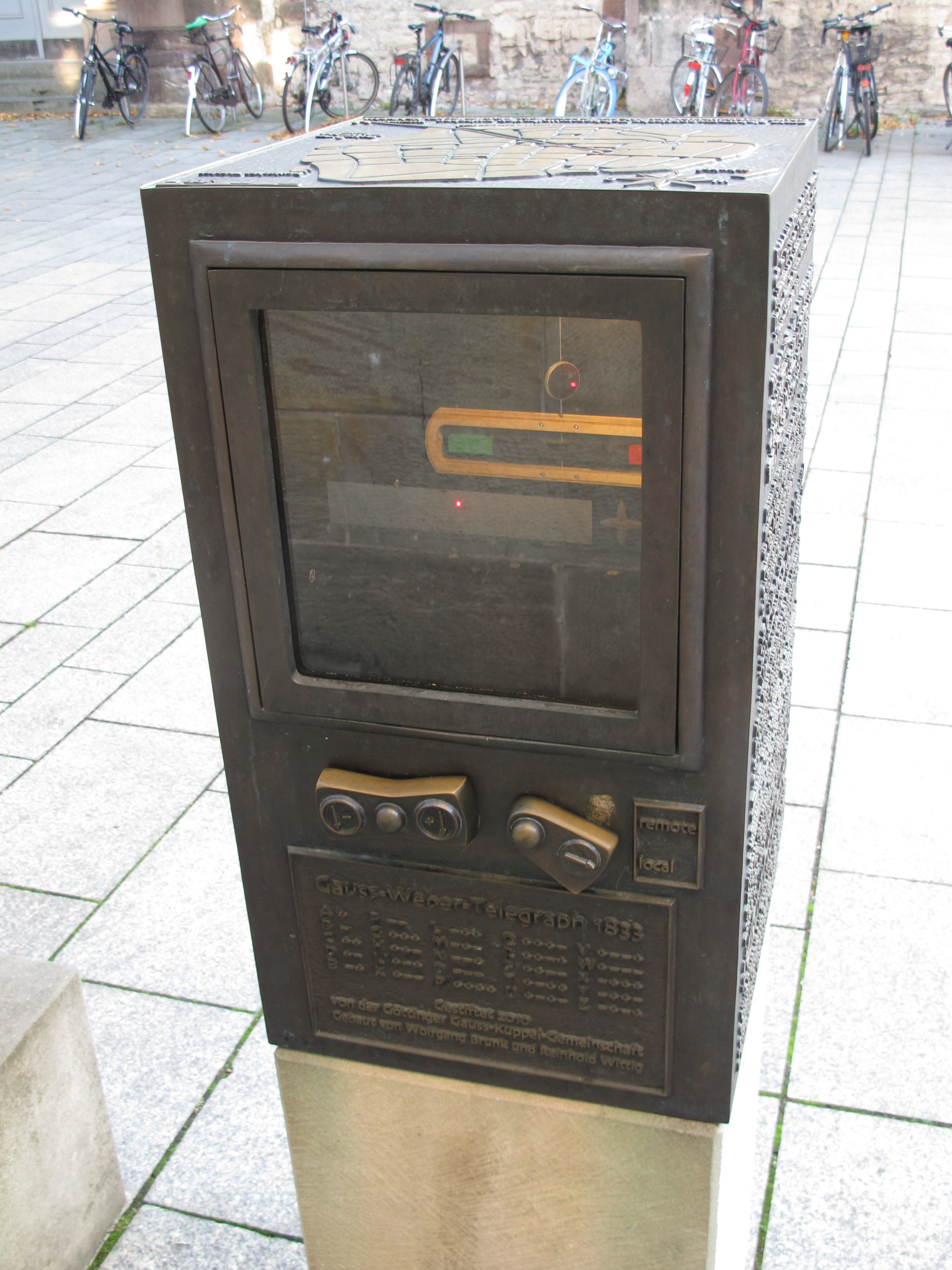
Reconstitution du premier télégraphe de Gauss et Weber, à Göttingen.

En 1833, Carl Friedrich Gauss et Wilhelm Eduard Weber ont mis en place un télégraphe à aiguilles expérimental entre leur laboratoire de l'université de Göttingen et l'observatoire astronomique de l'université, situé à environ un kilomètre et demi, où ils étudiaient le champ magnétique terrestre. La ligne consistait en une paire de fils de cuivre sur des poteaux situés à la hauteur des toits. L'instrument de réception qu'ils utilisaient était un instrument de laboratoire converti, dont l'aiguille ainsi appelée était un gros barreau aimanté pesant un demi kilogramme. En 1834, ils remplacèrent l'aimant par un autre encore plus lourd, dont le poids, selon les rapports, était de 11, 14 et 45 kg. L'aimant se déplaçait si minutieusement qu'un télescope était nécessaire pour observer une échelle réfléchie par un miroir. Le but initial de cette ligne n'était pas télégraphique. Elle était utilisée pour confirmer l'exactitude ou non des travaux alors récents de Georg Ohm, c'est-à-dire qu'ils vérifiaient la loi d'Ohm. Ils trouvent rapidement d'autres utilisations, dont la première est la synchronisation des horloges des deux bâtiments. En quelques mois, ils ont mis au point un code télégraphique (en) qui leur permettait d'envoyer des messages arbitraires. La vitesse de transmission des messages était d'environ sept caractères par minute. En 1835, ils remplacent les piles de leur télégraphe par un grand appareil magnéto-électrique qui génère des impulsions télégraphiques lorsque l'opérateur déplace une bobine par rapport à un barreau aimanté. Cette machine a été fabriquée par Carl August von Steinheil. Le télégraphe de Gauss et Weber est resté en service quotidiennement jusqu'en 1838.
En 1836, la ligne de Leipzig à Dresde demanda si le télégraphe de Gauss et Weber pouvait être installé sur sa ligne. L'instrument de laboratoire était beaucoup trop encombrant et beaucoup trop lent pour être utilisé de cette manière. Gauss demande à Steinheil de développer quelque chose de plus pratique pour les chemins de fer. C'est ce qu'il fait, en produisant un instrument à aiguille compact qui émet également des sons pendant qu'il reçoit des messages. L'aiguille frappait l'une des deux cloches, respectivement à droite et à gauche, lorsqu'elle était déviée. Les deux cloches avaient des tonalités différentes, de sorte que l'opérateur pouvait savoir dans quel sens l'aiguille avait été déviée sans avoir à la surveiller constamment.
Steinheil a d'abord installé son télégraphe sur huit kilomètres de voies couvrant quatre stations autour de Munich. En 1838, il installait un autre système sur la ligne ferroviaire Nuremberg-Fürth. Gauss lui suggéra d'utiliser les rails comme conducteurs et d'éviter complètement d'installer des fils. Cette idée a échoué lorsque Steinheil l'a essayée parce que les rails n'étaient pas bien isolés du sol, mais au cours de cet échec, il s'est rendu compte qu'il pouvait utiliser le sol comme l'un des conducteurs. Ce fut le premier télégraphe avec retour par la terre mis en service dans le monde.

## Utilisation commerciale

### Télégraphe de Cooke et Wheatstone

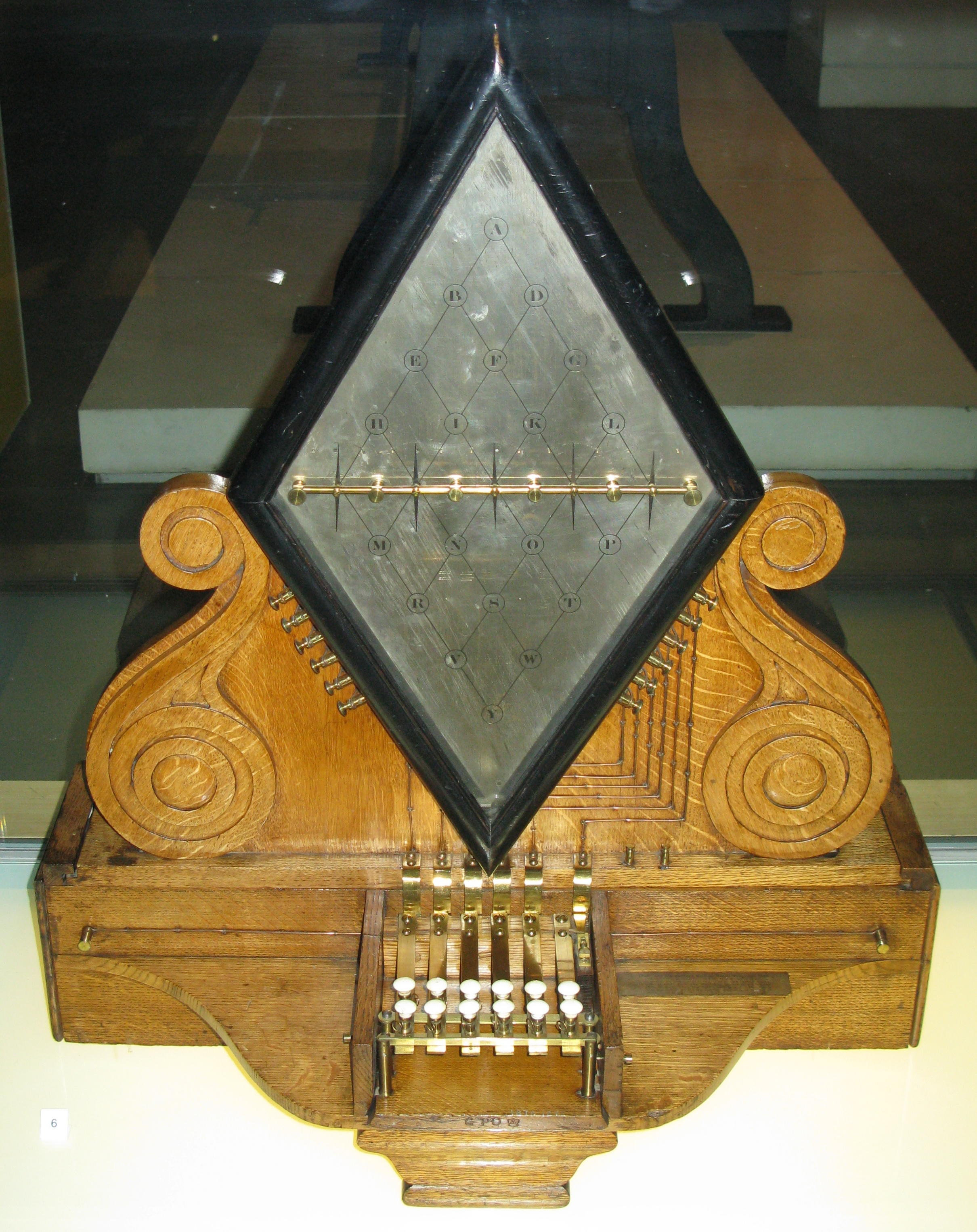
Le télégraphe à cinq aiguilles de Cooke et Wheatstone.

Le système à aiguilles le plus répandu, et le premier télégraphe de quelque type que ce soit utilisé commercialement, était le télégraphe Cooke et Wheatstone, employé en Grande-Bretagne et dans l'Empire britannique au XIXe siècle et au début du XXe, grâce à Charles Wheatstone et William Fothergill Cooke. L'inspiration pour construire un télégraphe est venue en mars 1836 lorsque Cooke a vu l'un des instruments à aiguille de Schilling démontré par Georg Wilhelm Muncke (en) lors d'une conférence à Heidelberg (bien qu'il n'ait pas réalisé que l'instrument était dû à Schilling). Cooke était censé étudier l'anatomie, mais il l'a immédiatement abandonné et est retourné en Angleterre pour développer la télégraphie. Il a d'abord construit un télégraphe à trois aiguilles, mais croyant que les télégraphes à aiguilles nécessiteraient toujours plusieurs fils, il s'est tourné vers des conceptions mécaniques. Son premier projet fut une alarme télégraphique à mécanisme d'horlogerie, qui fut ensuite mise en service par les compagnies de télégraphe. Il inventa ensuite un télégraphe mécanique basé sur une tabatière musicale. Dans cet appareil, la détente du mécanisme d'horlogerie était libérée par l'induit d'un électroaimant. Cooke réalisa ce travail extrêmement rapidement. Le télégraphe à aiguille a été achevé en trois semaines, et le télégraphe mécanique en six semaines après avoir vu la démonstration de Muncke. Cooke a tenté d'intéresser le Liverpool and Manchester Railway à son télégraphe mécanique pour l'utiliser comme signalisation ferroviaire, mais il a été rejeté en faveur d'un système utilisant des sifflets à vapeur,. Ne sachant pas dans quelle mesure son télégraphe pourrait fonctionner, Cooke consulte Michael Faraday et Peter Mark Roget. Ceux-ci le mirent en contact avec l'éminent scientifique Charles Wheatstone et les deux travaillèrent alors en partenariat. Wheatstone suggéra d'utiliser un instrument à aiguilles beaucoup plus performant et ils développèrent alors un télégraphe à cinq aiguilles.

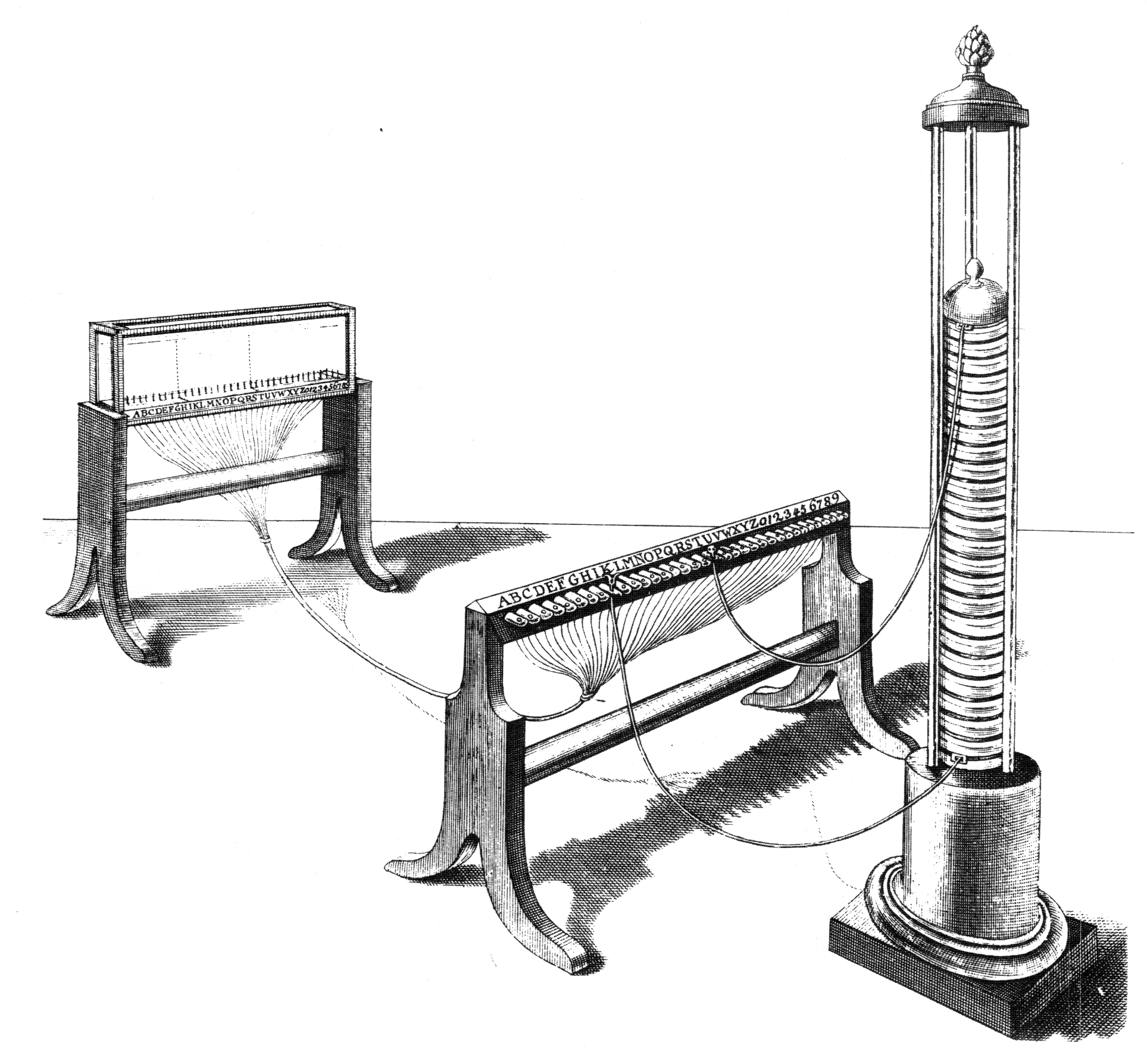
Le télégraphe de Sömmerring (1810).

Le télégraphe à cinq aiguilles de Cooke et Wheatstone constituait une amélioration substantielle du télégraphe de Schilling. Les instruments à aiguilles étaient basés sur le galvanomètre de Macedonio Melloni. Ils étaient montés sur une planche verticale avec les aiguilles pivotant au centre. Les aiguilles pouvaient être observées directement et les délicats fils de soie de Schilling étaient entièrement supprimés. Ce système nécessitait cinq fils, une légère réduction par rapport à celui utilisé par Schilling, en partie parce que le système de Cooke et Wheatstone ne nécessitait pas de fil commun. Au lieu du code binaire de Schilling, le courant était envoyé par un fil à la bobine d'une aiguille et renvoyé par la bobine et le fil d'une autre. Ce système était similaire à celui employé par Samuel Thomas von Sömmerring sur son télégraphe chimique, mais avec un schéma de codage beaucoup plus efficace. Le code de Sömmerring ne nécessitait qu'un fil par caractère . Mieux encore, les deux aiguilles excitées devaient pointer vers une lettre de l'alphabet. Cela permettait à l'appareil d'être utilisé par des opérateurs non qualifiés sans avoir à apprendre un code — un argument de vente clé pour les compagnies de chemin de fer auxquelles le système était destiné. Un autre avantage était qu'il était beaucoup plus rapide, avec 30 caractères par minute. Il n'utilisait pas de mercure lourd comme fluide d'amortissement, mais plutôt une ailette dans l'air, ce qui correspondait beaucoup mieux à un amortissement idéal.
Le télégraphe à cinq aiguilles a été mis en service pour la première fois par le Great Western Railway en 1838. Cependant, il a rapidement été abandonné au profit de systèmes à deux aiguilles et à une aiguille,. Le coût des fils multiples s'est avéré être un facteur plus important que le coût de la formation des opérateurs. En 1846, Cooke a formé la Electric Telegraph Company avec John Lewis Ricardo, la première entreprise à offrir un service de télégraphe au public. Ils ont continué à vendre des systèmes de télégraphe à aiguilles aux compagnies de chemin de fer pour la signalisation, mais ils ont aussi lentement construit un réseau national pour un usage général par les entreprises, la presse et le public. Les télégraphes à aiguilles ont été officiellement remplacés par le télégraphe Morse lorsque l'industrie télégraphique britannique a été nationalisée en 1870, mais certains ont continué à être utilisés jusqu'au XXe siècle.

### Autres systèmes

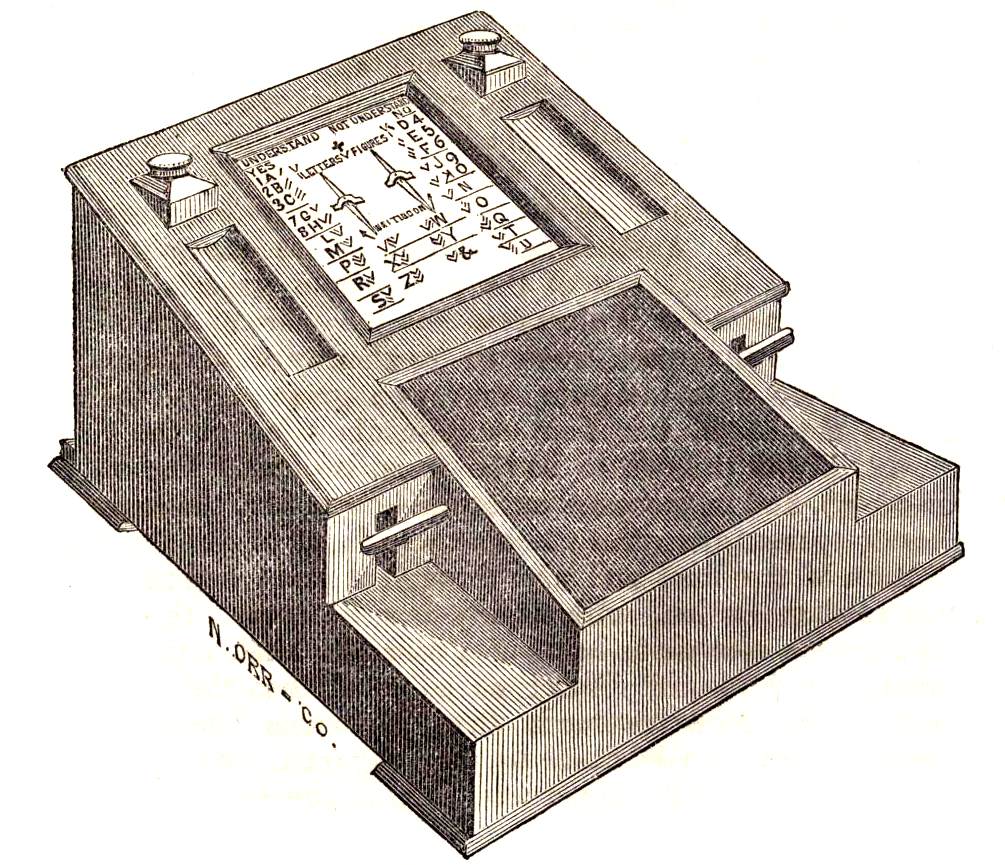
Le télégraphe Henley-Foster.

Le télégraphe Henley-Foster était un télégraphe à aiguille utilisé par la British and Irish Magnetic Telegraph Company (en), le principal rival de l'Electric Telegraph Company. Il a été inventé en 1848 par William Thomas Henley et George Foster. Il existait des modèles à une et deux aiguilles dont le fonctionnement était similaire à celui des instruments Cooke et Wheatstone correspondants. La caractéristique unique de ce télégraphe était qu'il ne nécessitait pas de piles. Les impulsions du télégraphe étaient générées par des bobines se déplaçant dans un champ magnétique lorsque l'opérateur actionnait les poignées de la machine pour envoyer des messages. L'instrument de Henley-Foster était l'instrument le plus sensible disponible dans les années 1850. Il pouvait donc être utilisé sur une plus grande distance et sur des lignes de moins bonne qualité que les autres systèmes.

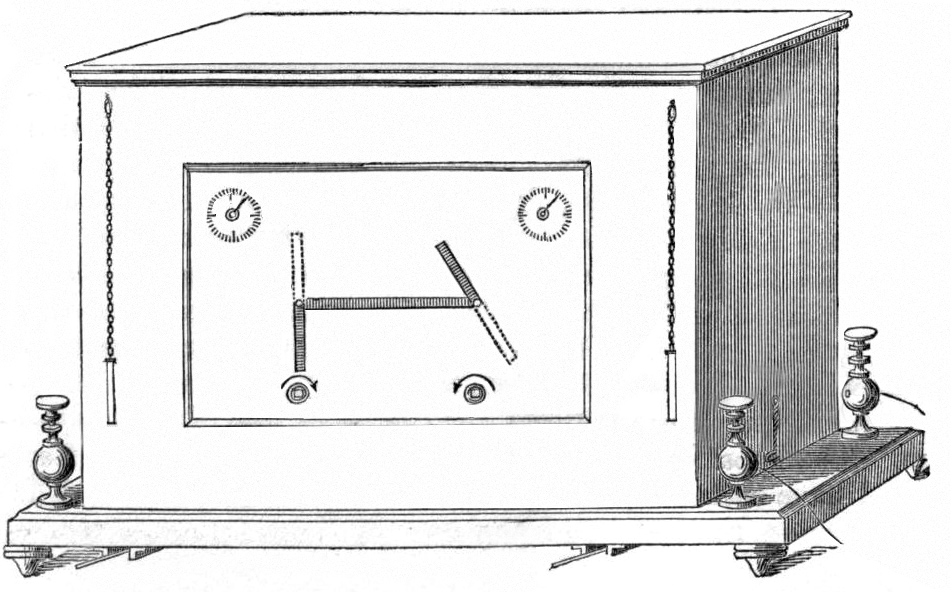
Le télégraphe de Foy et Breguet affichant la lettre « Q ».

Le télégraphe de Foy et Breguet a été inventé par Alphonse Foy et Louis Breguet en 1842, et utilisé en France. L'affichage de l'instrument était disposé de manière à imiter le système télégraphique optique français, les deux aiguilles prenant les mêmes positions que les bras du sémaphore Chappe, qui est largement utilisé en France. Grâce à cet arrangement, les opérateurs n'avaient pas besoin de suivre une nouvelle formation lorsque leurs lignes télégraphiques passaient au télégraphe électrique. Le télégraphe de Foy et Breguet est généralement décrit comme un télégraphe à aiguilles, mais sur le plan électrique, il s'agit en fait d'un type de télégraphe à induit. Les aiguilles ne sont pas déplacées par un dispositif de galvanomètre. Ils sont au contraire mus par un mécanisme d'horlogerie que l'opérateur doit maintenir remonté. La détente du mécanisme d'horlogerie est libérée par une armature électromagnétique qui fonctionne sur les fronts d'une impulsion télégraphique reçue.
Selon Stuart M. Hallas, les télégraphes à aiguilles étaient utilisés sur la ligne Great Northern (en) jusque dans les années 1970. Le code télégraphique (en) utilisé sur ces instruments était le code Morse. Au lieu des habituels points et tirets de durées différentes, mais de même polarité, les instruments à aiguilles utilisaient des impulsions de même durée, mais de polarités opposées pour représenter les deux éléments du code. Cette disposition était couramment utilisée sur les télégraphes à aiguilles et les câbles télégraphiques sous-marins au XIXe siècle, après que le code Morse soit devenu la norme internationale.